# Bransoletka

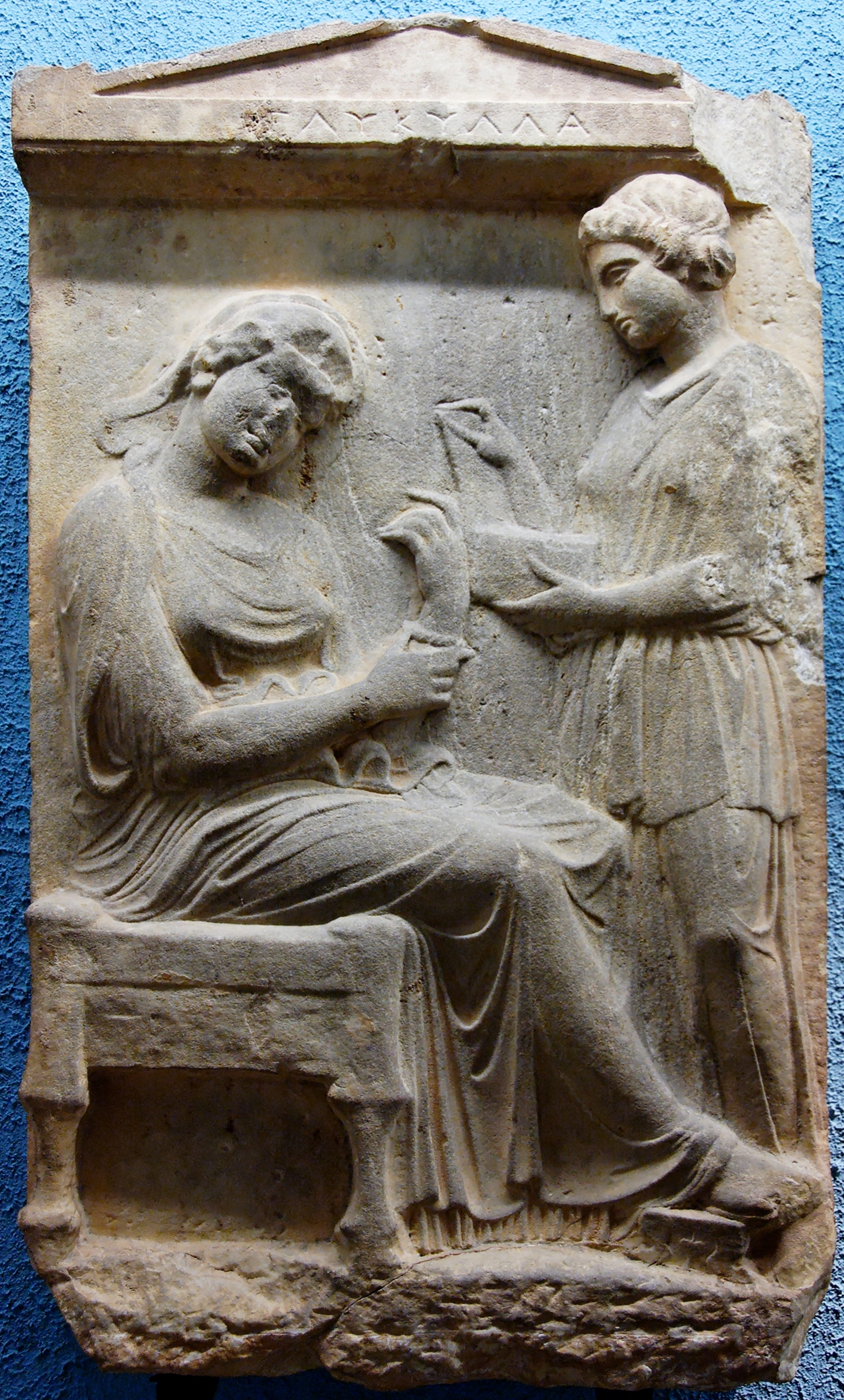
Glykylla poprawiająca bransoletkę, V w. p.n.e., Ateny

Bransoletka (fr. bracelet), staropol. manela – kolista ozdoba noszona na nadgarstku, będąca jednym z elementów biżuterii osobistej.
Bransoletki robione są ze skóry, tkanin, metalu, silikonu, a nawet szkła. Bransoletki mogą być ozdabiane elementami z drewna, kamienia lub muszlami. Bransoletki są również używane w celach terapeutycznych, czy też dla identyfikacji, np. bransoletki antyalergiczne, bransoletki identyfikacyjne w szpitalach.

## Etymologia
Podobnie jak armille i bransolety, delikatniejsze od nich bransoletki noszone były już w czasach starożytnych, w najróżniejszych kulturach. Staropolskie słowo manela zostało wyparte przez zaczerpniętą z któregoś z europejskich języków bransoletę, najprawdopodobniej starofrancuskiego barcel, który z kolei zapożyczył ten termin z łaciny brachiale.

## Znaczenie kulturowe
W różnych kulturach noszenie bransoletek ma najróżniejsze konotacje znaczeniowe.
W starożytnym syryjskim sanktuarium maryjnym w Sydnaya, mnisi rozdają pątnikom białe nitki, które zawiązuje się na przegubie ręki. Mają być znakiem opieki Madonny nad wiernymi.
W Bułgarii istnieje tradycja nazywana Martenica. Bułgarzy obdarowują się wtedy czerwono-białymi włóczkowymi gałgankami (pomponik, wstążeczka, plecionka itp.), które nosi się przyczepione do ubrania, także do rękawów.
W kulturze Azabachów, andyjskich Indian z Salty w Argentynie bransoletki używane są jako amulety mające chronić przez złym okiem, hisz. mal de ojo.
W niektórych regionach Indii kobiety zamężne noszą bransoletki nazywane w języku hindi kangan (ang. bankle). Wykonuje się je ze złota, srebra, platyny, szkła, drewna, metali i plastiku. Kangan nie są elastyczne. Istnieją także kangan w formie armilli. Kangan niekiedy są również zakładane przez mężczyzn.
W slangu więziennym bransoletkami nazywane są kajdanki.

## Rodzaje bransoletek

### Bransoletki żelowe

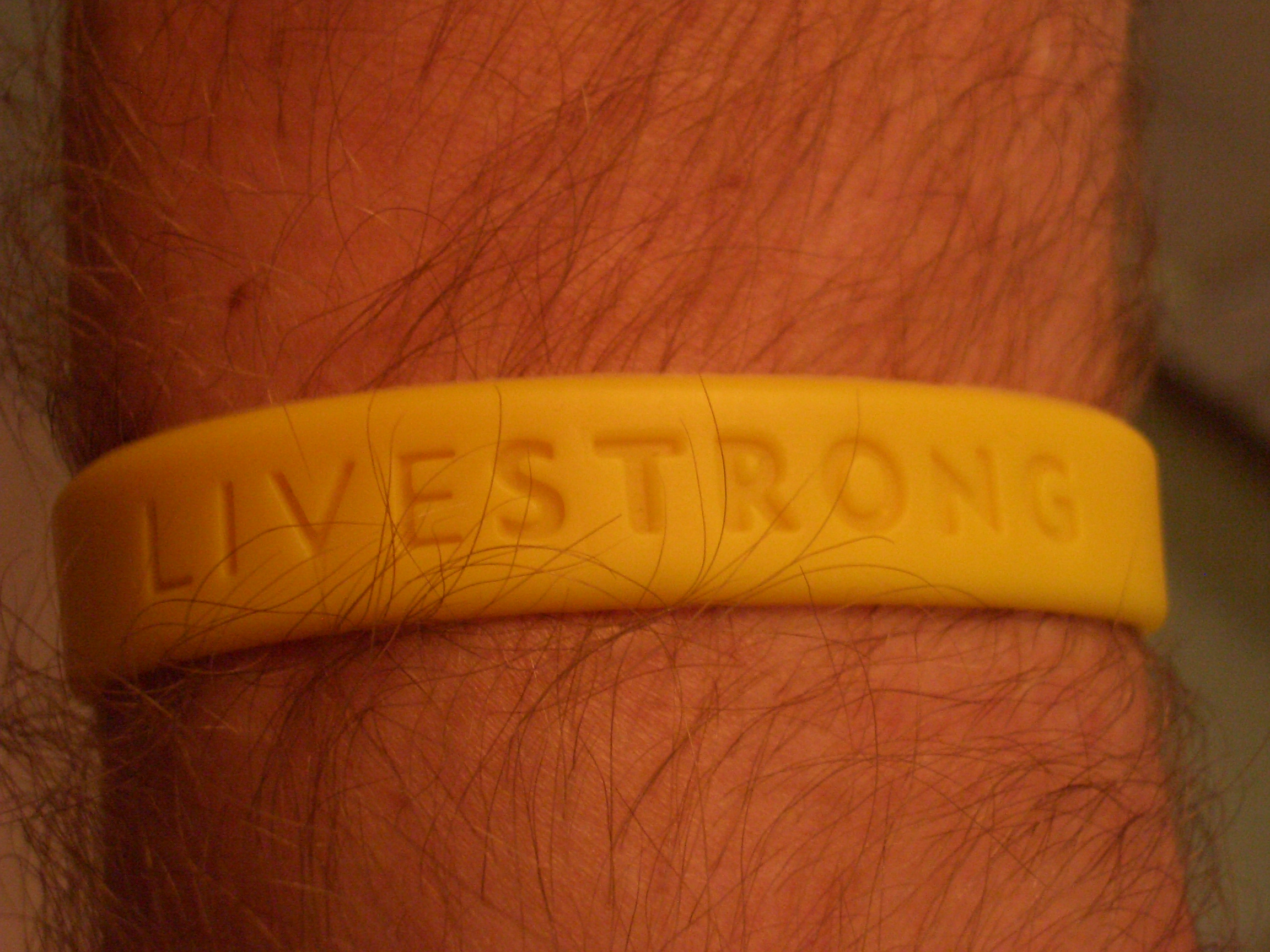
Bransoletka żelowa fundacji Live Strong

Kolorowe paski z plastiku, których noszenie zapoczątkowała fundacja amerykańskiego kolarza Lance Armstronga. U sportowca wykryto w 1996 raka jąder. Symbolem akcji fundacji Live Strong (Żyj Mocno) były żółte bransoletki, jako odwołanie do koloru koszulki kolarza.
Niski koszt produkcji gadżetu i niezwykła popularność, z jaką się spotkał, wpłynęła na jego użycie w wielu innych kampaniach na całym świecie (popularyzujących, informacyjnych oraz charytatywnych). Bransoletki żelowe funkcjonowały i funkcjonują obok dobrze znanych wstążeczek (ang. awareness ribbon).
Bransoletki żelowe używane są również w szpitalach do identyfikowania niemowląt lub chorych (ang. baller id bands, wristbands lub baller bands).

### Tennis bracelet
Typ biżuterii damskiej, w której drobne diamenty połączone są ze sobą w symetryczny szereg. Bransoletka ta bierze swą nazwę od wydarzenia, które miało miejsce podczas międzynarodowych mistrzostw USA w tenisie w roku 1987. Chris Evert, 18-krotna zwyciężczyni turniejów wielkoszlemowych, miała na ręce elegancką wysadzaną diamentami bransoletkę. W pewnym momencie bransoletka się rozerwała, co spowodowało przerwanie meczu i umożliwienie tenisistce zebranie rozsypanych diamentów. Od tego wydarzenia bransoletki tego typu stały się niezwykle popularne. Zaczęto nazywać je bransoletkami tenisowymi, ang. tennis bracelet. Tennis bracelets noszą między innymi Serena Williams oraz Gabriela Sabatini.

### Charm bracelet

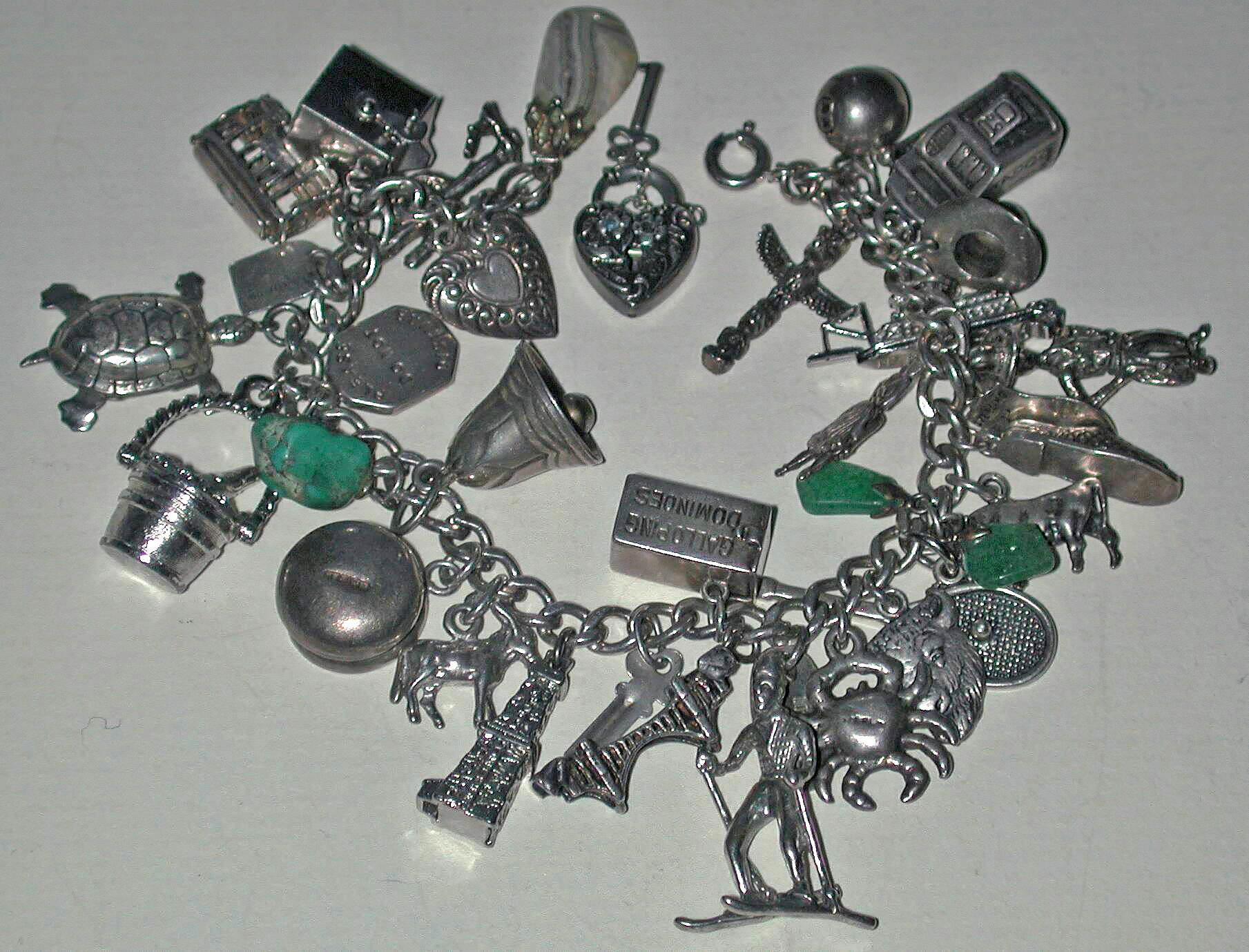
Typowa charm bracelet

Charm bracelet lub italian charm bracelet to typ biżuterii damskiej noszonej na nadgarstku. Do bransoletki tego typu przywieszone są wisiorki, niewielkie błyskotki symbolizujące ważne dla noszącego rzeczy, są to swego rodzaju talizmany. Przykładowymi talizmanami są samolot – życie pełne podróży i przygód, butelka dla dziecka – zdrowe dzieci, słoń – życie pełne wspaniałych wspomnień, torebka damska – życie w obfitości, gwiazda – twoje marzenia się spełnią, znaczek pocztowy – dobre wieści, itd.
W ostatnich latach italian charm bracelets stały się szczególnie popularne wśród młodzieży. Podczas gdy w tradycyjnych bransoletkach typu charm bracelet talizmany były luźno wiszącymi ozdobami, w italian charm bracelets poszczególne segmenty-talizmany są ze sobą dokładnie połączone, tworząc przylegający do skóry szereg blaszek lub metalowych elementów.

### Slap bracelet
Slap bracelet lub snap bracelet to element taniej biżuterii popularnej w latach 80. i 90. XX wieku. Były to zakładane na nadgarstek giętkie paski z metalu, ozdobione kolorowym nadrukiem (np. cętki pantery, paski zebry). Pierwsze slap bracelet wyprodukowała amerykańska firma Main Street Toy Company z Simsbury w stanie Connecticut. Podróbki miały tendencje do pękania, stając się przyczyną zranień nadgarstków i palców dłoni. Z czasem tego typu bransoletki były wycofywane z handlu na terenie Stanów Zjednoczonych i Europy.

### Bangles
Bransoletki tego typu to solidne okrągłe elementy damskiej biżuterii pochodzenia indyjskiego. W Indiach nazywane są kangan, po angielsku bangles. Są najczęściej wykonane z materiałów gładkich, jak szkło, metal czy malowane drewno. Niejednokrotnie ozdabiane są szlachetnymi kamieniami. Mieszkanki Indii noszą ich kilka lub kilkanaście jednocześnie. Wytwarzają one w ten sposób charakterystyczny dźwięk, porównywany do szumu wiatru.
Szklane bangles produkowane są w indyjskim mieście Ferozabad. Najsławniejsze pakistańskie bangles wytwarza się w Hajdarabadzie.

### Bransoletki przyjaźni

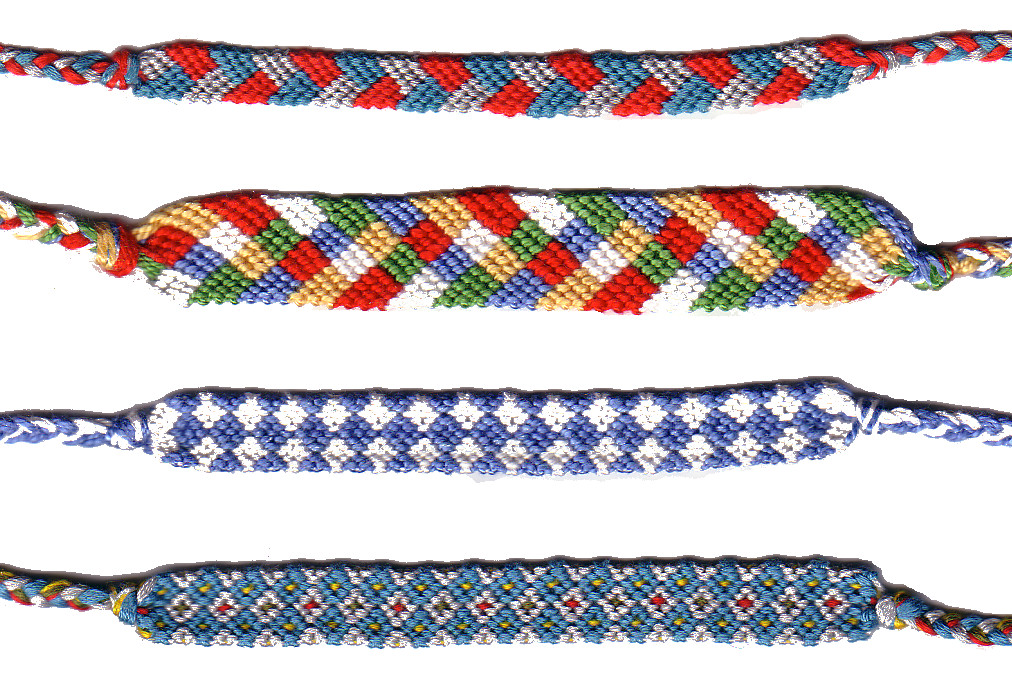
Bransoletki z muliny

Bransoletki charakterystyczne dla kultury młodzieżowej i dziecięcej. Ofiarowywane jako znak przyjaźni. Plecione z przędzy do haftowania (muliny) w najróżniejszych kolorach. Hafciarze zaawansowani w wytwarzaniu tego typu taniej biżuterii używają najróżniejszych wzorów i węzłów.
Zwyczaj noszenia zapożyczony został z kultury ludów Środkowej Ameryki. Stał się popularny na terenie Stanów Zjednoczonych w latach 70. XX wieku. Obecnie bransoletki z muliny noszone są przez nastolatków obu płci, spadkobierców ruchu hippisowskiego oraz sympatyków Rainbow Family. Bransoletki przyjaźni noszone są też przez surferów.

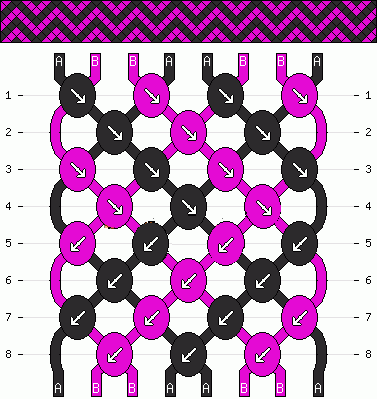
Podgląd wzoru

### Pieszczocha
Nazywana po angielsku studded / spiked bracelet, to kawałek skóry nabity ćwiekami, który zakładają na nadgarstek osoby z kręgu kultury punkrockowej i heavymetalowej.